# Villa Delia
Villa Delia és un suburbi de la ciutat de Maldonado, al sud de l'Uruguai. S'ubica sobre la ruta 38 i limita amb els suburbis de Cerro Pelado i La Sonrisa a l'oest, Barrio Los Aromos al nord, i Pinares – Las Delicias al sud.

## Població
Segons les dades del cens de 2004, Villa Delia tenia una població aproximada de 623 habitants.
| Any  | Població |
| ---- | -------- |
| 1963 | -        |
| 1975 | -        |
| 1985 | 365      |
| 1996 | 583      |
| 2004 | 623      |
| 2011 | 1.703    |